# Pigeon à gorge blanche
Columba vitiensis
Espèce
Statut de conservation UICN

 LC  : Préoccupation mineure
Le Pigeon à gorge blanche (Columba vitiensis) est une espèce d'oiseau appartenant à la famille des Columbidae.

## Description
Cet oiseau mesure 37 à 42 cm de longueur pour une masse de 270 à 500 g.
Le plumage apparaît noir avec des reflets métalliques verts ou pourpres, beaucoup plus marqués sur les couvertures alaires. Le dessus de la tête, le cou et le dessous du corps sont marron avec des reflets mauves. La gorge est blanche (d'où le nom spécifique français) jusqu'au niveau des joues. Les iris sont bruns et les cercles oculaires rouges, tout comme les pattes et le bec dont l'extrémité est orangée.
Cette espèce ne présente pas de réel dimorphisme sexuel mais la femelle est parfois un peu plus foncée que le mâle.
L'extrémité de la queue est carrée.

## Répartition
Cet oiseau vit aux Moluques, aux Philippines, les îles de la Sonde et en Mélanésie.